# Colostygia inundaria
Colostygia inundaria là một loài bướm đêm trong họ Geometridae.